# Casino de Montbenon
Le casino de Montbenon est un bâtiment vaudois situé sur le territoire de la commune de Lausanne, en Suisse.

## Histoire
Le casino de Montbenon a été construit sur l'esplanade homonyme en 1908 ; contrairement à ce que son nom pourrait laisser penser, le bâtiment n'a jamais accueilli de salle de jeu. À la suite d'une rénovation conduite dans les années 1980, il comporte aujourd'hui un café, deux salles de spectacle (la salle Paderewski avec 500 places et la salle des Fêtes avec 300 places assises) ainsi que la cinémathèque suisse, qui y organise régulièrement des projections. Au fil du temps, le bâtiment s'est successivement appelé casino des étrangers jusqu'en 1919, casino de Montbenon jusqu'à la Première Guerre mondiale, casino de Lausanne jusqu'en 1950, casino municipal de Montbenon jusqu'en 1960 avant de reprendre le nom de Casino de Montbenon.
Le bâtiment est inscrit comme bien culturel suisse d'importance nationale. Il se compose d'un corps central formé de la salle Paderewski en saillie encadré par deux tours sur un modèle identique à celui du casino de Monte-Carlo.